# Rallye Monte-Carlo 1978
Le Rallye Monte-Carlo 1978 (46e Rallye Monte-Carlo), disputé du 21 au 28 janvier 1978, est la cinquante-troisième manche du championnat du monde des rallyes (WRC) courue depuis 1973, et la première manche du championnat du monde des rallyes 1978. C'est également la première des dix-neuf épreuves de la Coupe FIA 1978 des pilotes de rallye, créée l'année précédente.

## Contexte avant la course

### Le championnat du monde
De même qu'en 1977, onze épreuves internationales sont inscrites au calendrier du championnat mondial des rallyes pour marques, créé en 1973 et ayant succédé au championnat international des marques. Ces épreuves sont réservées aux voitures des catégories suivantes :
- Groupe 1 : voitures de tourisme de série
- Groupe 2 : voitures de tourisme spéciales
- Groupe 3 : voitures de grand tourisme de série
- Groupe 4 : voitures de grand tourisme spéciales

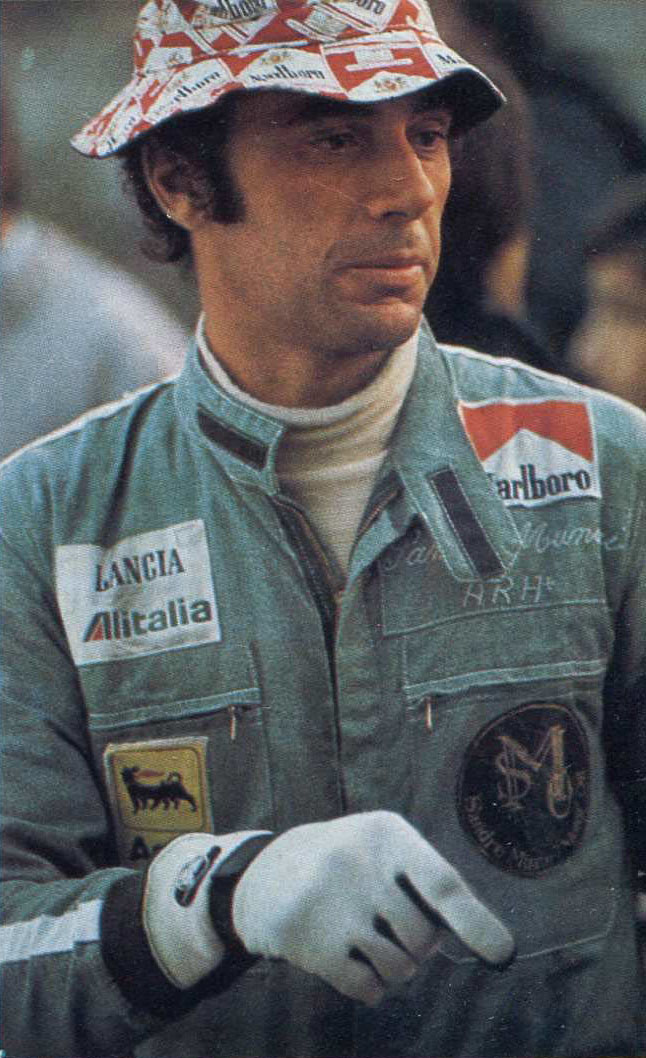
Sandro Munari (vu ici en 1975), premier vainqueur de la Coupe FIA ?

Comme la saison précédente, marquée par un duel serré entre Fiat et Ford qui tourna à l'avantage du constructeur italien, l'année 1978 verra principalement s'affronter les Fiat 131 Abarth et les Ford Escort RS, ces dernières ne disputant cependant pas l'intégralité des épreuves. Egalement très impliquée, la marque Opel s'appuie sur sa Kadett GT/E, favorite en catégorie tourisme. Un programme plus limité est prévu pour Lancia, Peugeot, Renault, Saab ou Toyota, qui se concentrent sur les épreuves leur apportant des retombées commerciales.

#### Coupe FIA des pilotes
Palliant l'inexistence d'un championnat du monde des pilotes de rallye, la Coupe des pilotes, prend en compte les résultats des onze manches mondiales ainsi que ceux de cinq rallyes du championnat d'Europe et de trois autres épreuves internationales. Pour sa première édition, la Coupe 1977 aurait dû revenir au pilote suédois Björn Waldegård, mais une réclamation de la Scuderia Lancia contre l'équipage vainqueur du 'Total Rally South Africa 1977' a changé la donne : la victoire sur tapis vert du pilote Lancia Sandro Munari dans l'épreuve sud-africaine, si entérinée par la FIA, lui permettrait de remporter la coupe avec un point d'avance sur son adversaire, la question devant être tranchée par la Fédération en février.

### L'épreuve

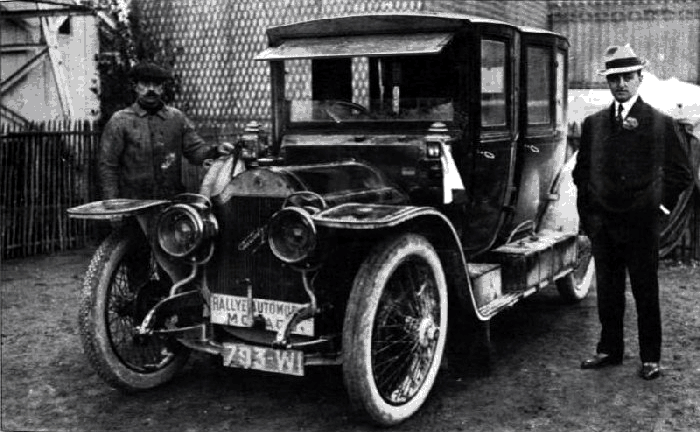
Le Monte-Carlo est l'une des plus anciennes épreuves routières. Ici la Turcat-Mery 25HP des premiers vainqueurs, en 1911.

Si à sa création en 1911 le Rallye Monte-Carlo était tout d'abord une manifestation touristique, cette épreuve est rapidement devenue un événement sportif. Jusqu’au début des années 60, son classement était basé sur la régularité, avant l'imposition de moyennes nettement plus élevées puis l'introduction de secteurs chronométrés qui l'amenèrent au rang des grandes épreuves internationales. Les équipages partant de différentes villes d'Europe doivent tout d'abord effectuer un long parcours de concentration (non sélectif), avant de se regrouper au cœur des Alpes françaises pour disputer les épreuves de classement. Hormis son parcours très sinueux, la principale difficulté de ce rallye hivernal réside dans les variations incessantes de l'état des routes, entre portions sèches, humides, enneigées ou verglacées et la présence occasionnelle de brouillard, parfois givrant. Vainqueur à quatre reprises sur Lancia (en 1972 et de 1975 à 1977), le pilote italien Sandro Munari est le principal favori de l'épreuve.

## Le parcours
- départ : 21 janvier 1978 (choix entre neuf villes de départ)
- arrivée : 27 janvier 1978 à Monaco
- remise des prix : 28 janvier 1978 à Monaco
- distance : de 4322,5 km à 4541,5 km (selon ville de départ), dont 479,5 km sur 25 épreuves spéciales (29 épreuves initialement prévues, pour un total de 564,5 km chronométrés)
- surface : asphalte (conditions hivernales, parcours très enneigé)
- Parcours divisé en quatre étapes : parcours de concentration, parcours de classement, parcours commun et parcours final[4]

### Parcours de concentration
- sept parcours possibles, de 1779 à 1998 km, du 21 au 22 janvier[5] :

1. Itinéraire d'Almería (1795 km) : Almería - Linares - Tolède - Saragosse - Andorre-la-Vieille - Perpignan - Avignon - Serres - Gap
2. Itinéraire de Copenhague (1924 km) : Copenhague - Bad Oldesloe - Schweinfurt - Munich - Innsbruck - Crémone - Pignerol - Embrun - Gap
3. Itinéraire de Francfort (1805 km) : Francfort - Hockenheim - Nürburgring - Mandern - Cambrai - Reims - Saint-Dié - Morteau - Saint-Claude - La Mure - Gap
4. Itinéraire de Monte-Carlo (1779 km) : Monte-Carlo - Digne - Avignon - Figeac - Angoulême - Moulins - Saint-Claude - La Mure - Gap
5. Itinéraire de Paris (1781 km) : Paris - Rouen - Alençon - Bourges - Troyes - Reims - Saint-Dié - Morteau - Saint-Claude - La Mure - Gap
6. Itinéraire de Rome (1837 km) : Rome - Isernia - Rieti - Fano - Saint-Marin - Bologne - Trente - Brescia - Mantoue - Modène - Crémone - Pignerol - Embrun - Gap
7. Itinéraire de Varsovie (1998 km) : Varsovie - Wrocław - Brno - Linz - Innsbruck - Crémone - Pignerol - Embrun - Gap

- Note : neuf itinéraires étaient initialement prévus, mais ceux de Lisbonne et de Londres ont été annulés.

### Parcours de classement
- Gap - Sisteron - Barrême - Castellane - Roquesteron - Monaco, 432,5 km, le 23 janvier
- 5 épreuves spéciales, 93 km

### Parcours commun
- Monaco - Gap - Vals-les-Bains - Digne - Monaco, 1433 km (sur 1500 prévus), du 24 au 25 janvier
- 11 épreuves spéciales, dont une interrompue, 224 km (15 épreuves initialement prévues, pour un total de 309 km)

### Parcours final
- Monaco - Puget-Théniers - Monaco (2 boucles), 678 km, du 26 au 27 janvier
- 9 épreuves spéciales, 162,5 km

## Les forces en présence
- Lancia

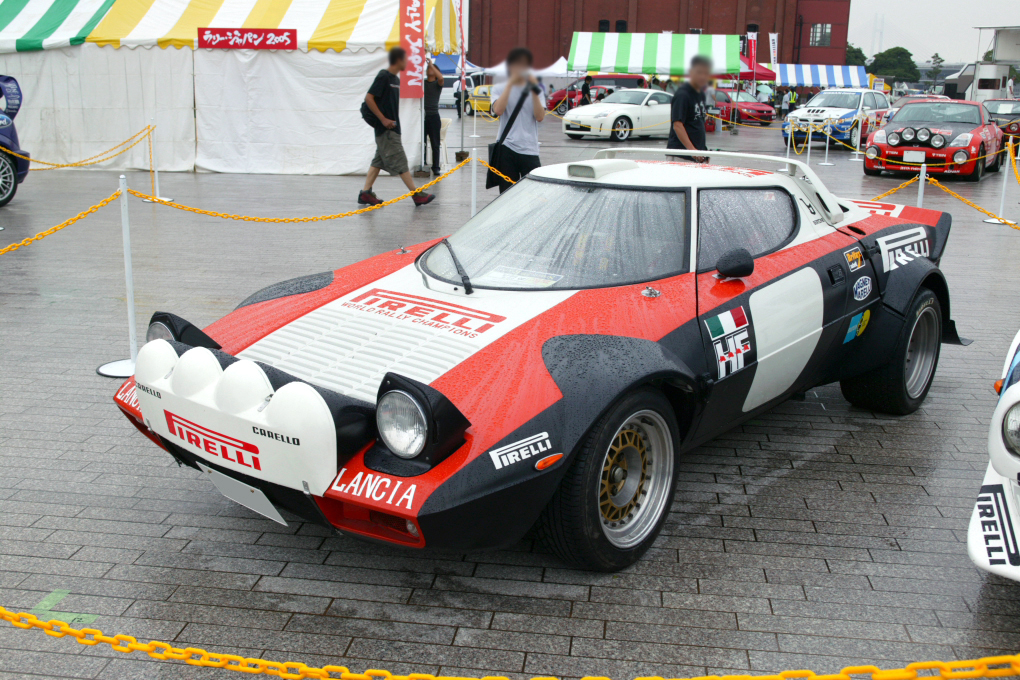
Les Lancia Stratos officielles arborent de nouvelles couleurs pour la saison 1978.

La Scuderia Lancia dispose de deux Stratos HF groupe 4 pour Sandro Munari et Fulvio Bacchelli. Désormais tricolores (rouge, blanc et noir) et non plus aux couleurs Alitalia, ces voitures de 930 kg sont équipées d'un moteur V6 12 soupapes de 2400 cm3, alimenté par trois carburateurs double-corps, développant près de 270 chevaux. Les versions 24 soupapes, plus puissantes, utilisées jusqu'en 1977, ne sont plus homologuées, la nouvelle réglementation du groupe 4 imposant désormais une production minimale de 400 exemplaires pour les culasses. L'importateur français de la marque, André Chardonnet, aligne un modèle identique, également préparé par l'usine, pour Michèle Mouton. Contrairement aux deux voitures officielles, chaussées par Pirelli, Mouton dispose de pneus Michelin.
- Fiat

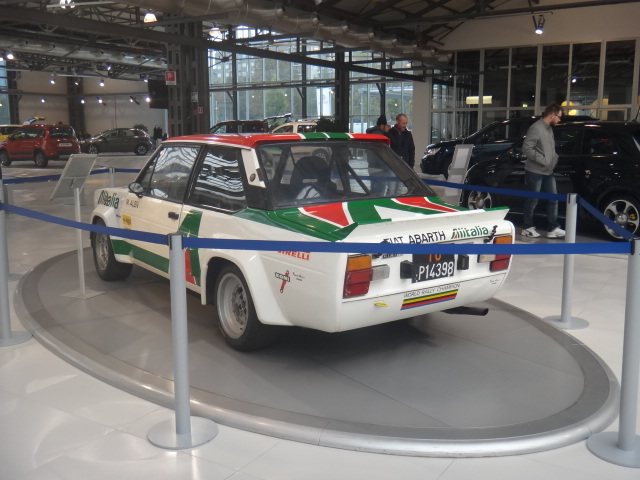
La Fiat 131 Abarth groupe 4.

Le constructeur turinois aligne trois 131 Abarth groupe 4 aux couleurs Alitalia et équipées de pneus Pirelli pour Walter Röhrl, Maurizio Verini et Bernard Darniche. Épaulant les voitures d'usine, Jean-Claude Andruet pilote un modèle identique engagé par Fiat France, et Salvador Servià dispose également d'une 131 Abarth engagée par Seat, la filiale espagnole du groupe. Ces modèles pèsent environ 980 kg et sont équipées d'un moteur quatre cylindres de deux litres de cylindrée à culasse à seize soupapes et système d'injection Kugelfischer, d'une puissance de l'ordre de 230 chevaux. Contrairement à ses coéquipiers, Andruet utilise des pneus Michelin.
- Porsche

Ne participant pas officiellement à l'épreuve, le constructeur de Stuttgart est toutefois très bien représenté au Monte-Carlo, en groupe 3 comme en groupe 4. Plus de vingt Porsche 911 sont au départ, la plupart en version Carrera. Parmi les plus en vue, celle de Jean-Pierre Nicolas, engagé de dernière minute sur une Carrera 3.0 groupe 4 louée aux frères Alméras, sponsorisée par Gitanes et chaussée de pneus Michelin. Il s'agit en fait de la voiture utilisée par Jacques Alméras au dernier Tour de Corse, dont la puissance a été réduite à 250 chevaux afin de privilégier la souplesse d'utilisation sur les routes glissantes. Nicolas n'a pu disposer de sa monture qu'à la veille du départ et a effectué les reconnaissances au volant d'une Peugeot 104. On note également la présence de Francis Vincent, également sur une Carrera groupe 4, du pilote suisse Claude Haldi et de l’Italien Pittoni sur des surpuissantes 934 turbo (360 chevaux). En groupe 3, la victoire devrait se jouer entre les Carrera de Bernard Béguin, Jean-Pierre Rouget, Gérard Swaton ou André Segolen.
- Opel

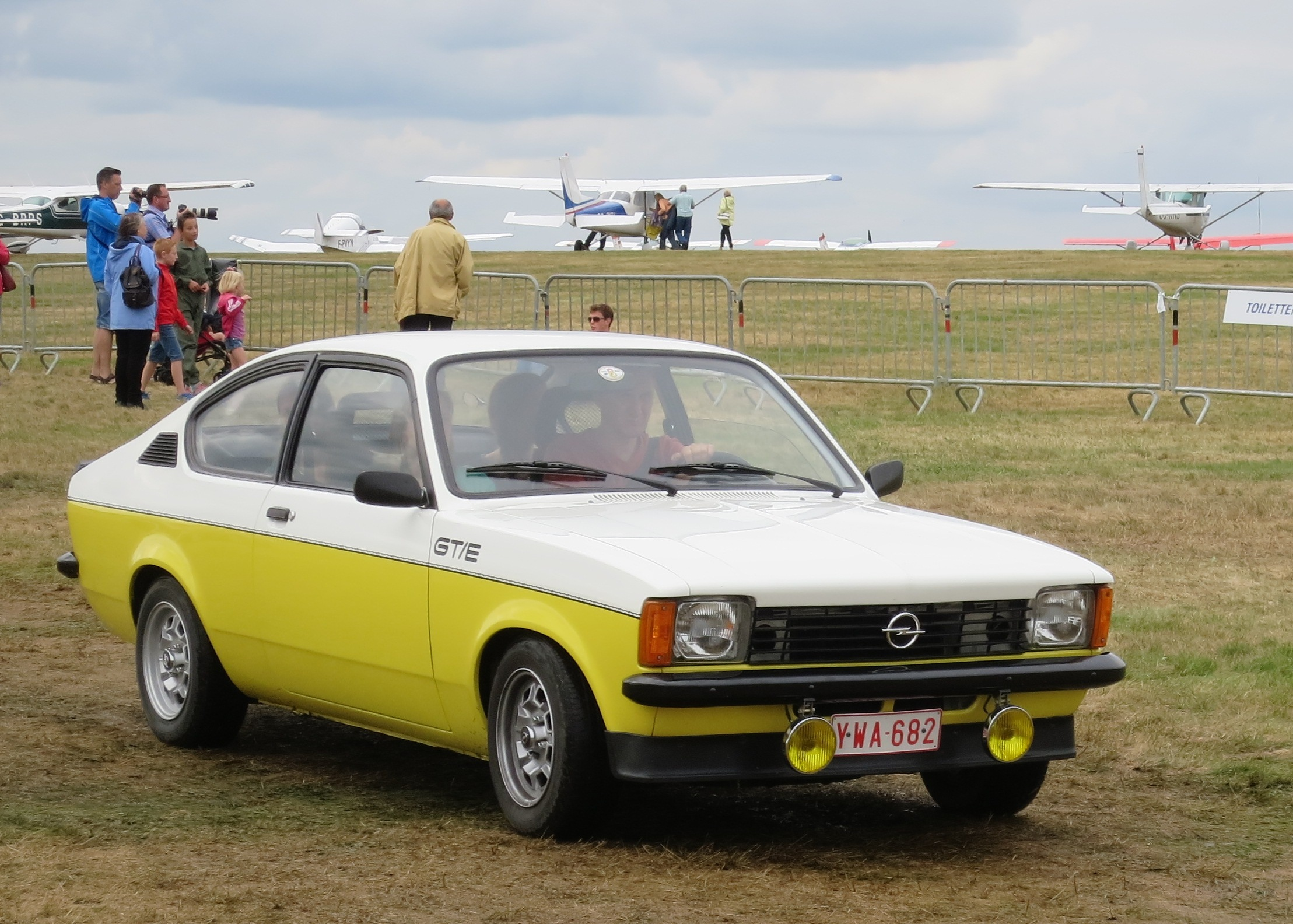
La nouvelle Kadett GT/E deux litres, tout juste homologuée en groupe 1.

La marque allemande du groupe GM représente près d'un tiers du plateau, la Kadett GT/E étant très prisée des pilotes amateurs ou semi-professionnels. L'usine est officiellement représentée par l'Euro Händler Team, qui a engagé trois nouvelles versions à moteur deux litres de sa Kadett groupe 1 (plus de 130 chevaux, pneus Pirelli), confiées à Anders Kulläng, Achim Warmbold et Federico Ormezzano, qui font partie des favoris de cette catégorie, tout comme le Français Jean-Louis Clarr engagé à titre privé sur un modèle de l'année précédente. Opel fait également partie des favoris en groupe 2, grâce à des pilotes comme Lars Carlsson (engagé par l'importateur néerlandais de la marque), Rob Slotemaker, Christian Dorche ou Guy Colsoul.
- Renault

Renault Sport aligne deux R5 Alpine groupe 2 (825 kg, traction, moteur quatre cylindres de 1400 cm3, deux carburateurs double corps, environ 130 chevaux à 7400 tr/min, boîte cinq vitesses) pour ses pilotes habituels Jean Ragnotti et Guy Fréquelin. Ces voitures, qui ont démontré leur agilité lors du dernier Rallye Sanremo, peuvent briguer une place d'honneur en cas de conditions de route difficiles. Elles sont équipées de pneus Michelin.
- Autobianchi

André Chardonnet, distributeur Lancia, représente également la marque Autobianchi en France. En plus de la Stratos de Michèle Mouton, il a cette année engagé deux A112 Abarth groupe 2 (1050 cm3, deux carburateurs double corps, 95 chevaux) pour Bruno Saby et Pierre Pagani. Ces petites voitures visent la victoire dans leur classe de cylindrée.
- Peugeot

Alain Coppier vise une victoire de classe sur son coupé 104 ZS groupe 2 (780 kg, traction, moteur quatre cylindres 1124 cm3, environ 100 chevaux), engagé à titre privé.

## Déroulement de la course

### Parcours de concentration
Les 216 équipages s'élancent de sept différentes villes européennes le samedi 21 janvier. En raison de la neige, tombée abondamment dans le sud de la France la semaine précédant le départ, les itinéraires de Copenhague, Rome et Varsovie ont dû être modifiés, la route de Montgenèvre (près de Briançon) étant impraticable. Pour les mêmes raisons, l'itinéraire de Monte-Carlo a été modifié pour éviter le secteur de Figeac. Malgré les conditions difficiles, presque tous les participants rallient Gap sans encombre le dimanche soir, seuls quatre équipages ayant abandonné.

### Parcours de classement

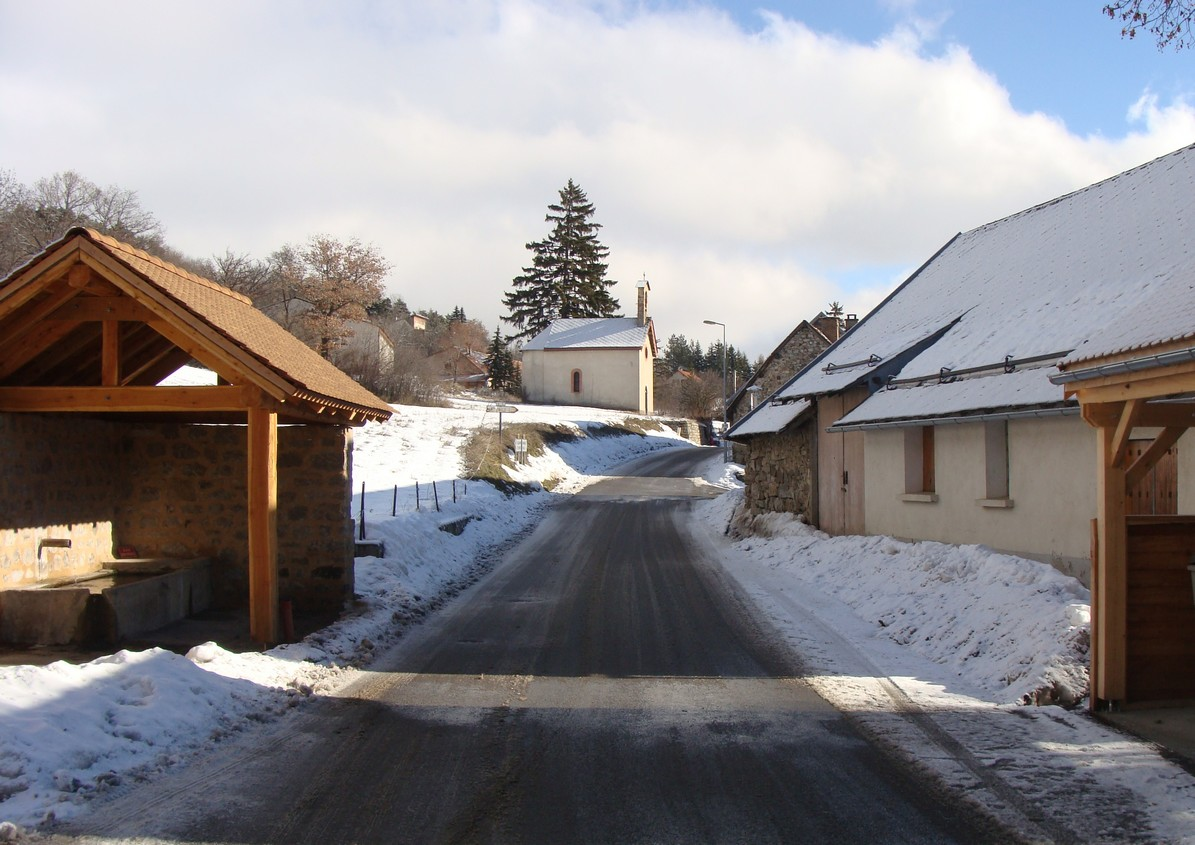
Le hameau du Chanet, point de départ de la première épreuve spéciale du rallye.

Les concurrents repartent de Gap le lundi matin, à partir de six heures et se dirigent vers le hameau du Chanet d’où est donné peu après le départ de la première épreuve spéciale, longue de onze kilomètres. La moitié du parcours est enneigée et les pilotes ont opté pour des pneus cloutés. Les deux Lancia Stratos de Fulvio Bacchelli et Sandro Munari se montrent les plus rapides devant les quatre Fiat officielles emmenées par Walter Röhrl. Principal adversaire des deux équipes italiennes, Jean-Pierre Nicolas n'a pu s'étalonner face aux favoris : une panne de compresseur a empêché son équipe de monter des pneus neufs sur sa Porsche avant le départ de la spéciale, qu'il a disputée avec les pneus cloutés du parcours commun, et le pilote marseillais a perdu près d’une minute sur les meilleurs. La seconde épreuve chronométrée est très verglacée. Jean-Claude Andruet y perd près de trente secondes, le moteur de sa Fiat fonctionnant mal à cause du givre. Röhrl sort le grand jeu et relègue ses adversaires à plus de dix secondes. Il prend la tête du rallye devant Bacchelli et Munari, avant d'aborder le secteur de Saint-Geniez, dont les trente-cinq kilomètres sont totalement enneigés. Dans ces conditions, les petites Renault 5 groupe 2 de Guy Fréquelin et Jean Ragnotti créent la surprise, les deux pilotes français réalisant le même meilleur temps, prenant vingt-cinq secondes à la Porsche de Nicolas, premier du groupe 4 devant les Stratos de Michèle Mouton (momentanément créditée par erreur du meilleur temps) et Bacchelli. Le classement général est profondément modifié : Fréquelin accède à la seconde place, quinze secondes derrière Bacchelli qui a repris le commandement de la course. Röhrl est retombé en troisième position devant Munari (gêné par des problèmes de boîte de vitesses), désormais directement menacé par Ragnotti. Clous arrière arrachés dès le départ, Andruet a été handicapé par une faible adhérence sur la totalité de cette troisième spéciale ; après une petite sortie de route au col de Font-Belle, il se range pour laisser passer Bacchelli qui le suit, mais sa Fiat glisse alors dans la neige fraîche en contrebas de la route et le pilote de Fiat France perd au total plus de deux minutes dans ce secteur, plongeant à la onzième place du classement général. Munari ne pourra défendre longtemps ses chances : retardé par le remplacement d'un câble d'accélérateur cassé, il écope de sept minutes de pénalité au contrôle horaire de Jabron et à la fin de la spéciale suivante il doit renoncer, boîte de vitesses hors d'usage.
Après l'abandon de son pilote numéro un, la Scuderia Lancia ne dispose plus que d'une seule voiture officielle. Bacchelli semble jusqu’alors parfaitement assumer son rôle, se montrant le plus rapide entre Jabron et Châteauvieux, juste devant Fréquelin et Ragnotti une nouvelle fois très performants dans la neige. Mais dans la dernière épreuve chronométrée de la journée, entre Roquesteron et Bouyon, sans neige mais comportant des zones verglacées, Bacchelli sort légèrement de la route et perd trois places au classement général. Contre toute attente, les deux Renault 5 de Fréquelin et Ragnotti rallient Monaco aux deux premières places, séparées de trois secondes. Röhrl, auteur du meilleur temps dans le dernier secteur, est à égalité avec Ragnotti au classement général. Bacchelli, quatrième, est à quatorze secondes, cinq secondes devant Nicolas, bien remonté. Ces cinq hommes ont creusé l'écart sur les autres Fiat, emmenées par Verini, et sur la Lancia de Michèle Mouton. Onzième, Anders Kulläng domine nettement le groupe 1 sur son Opel. Au total, 176 équipages ont pu rejoindre le parc fermé de Monaco.

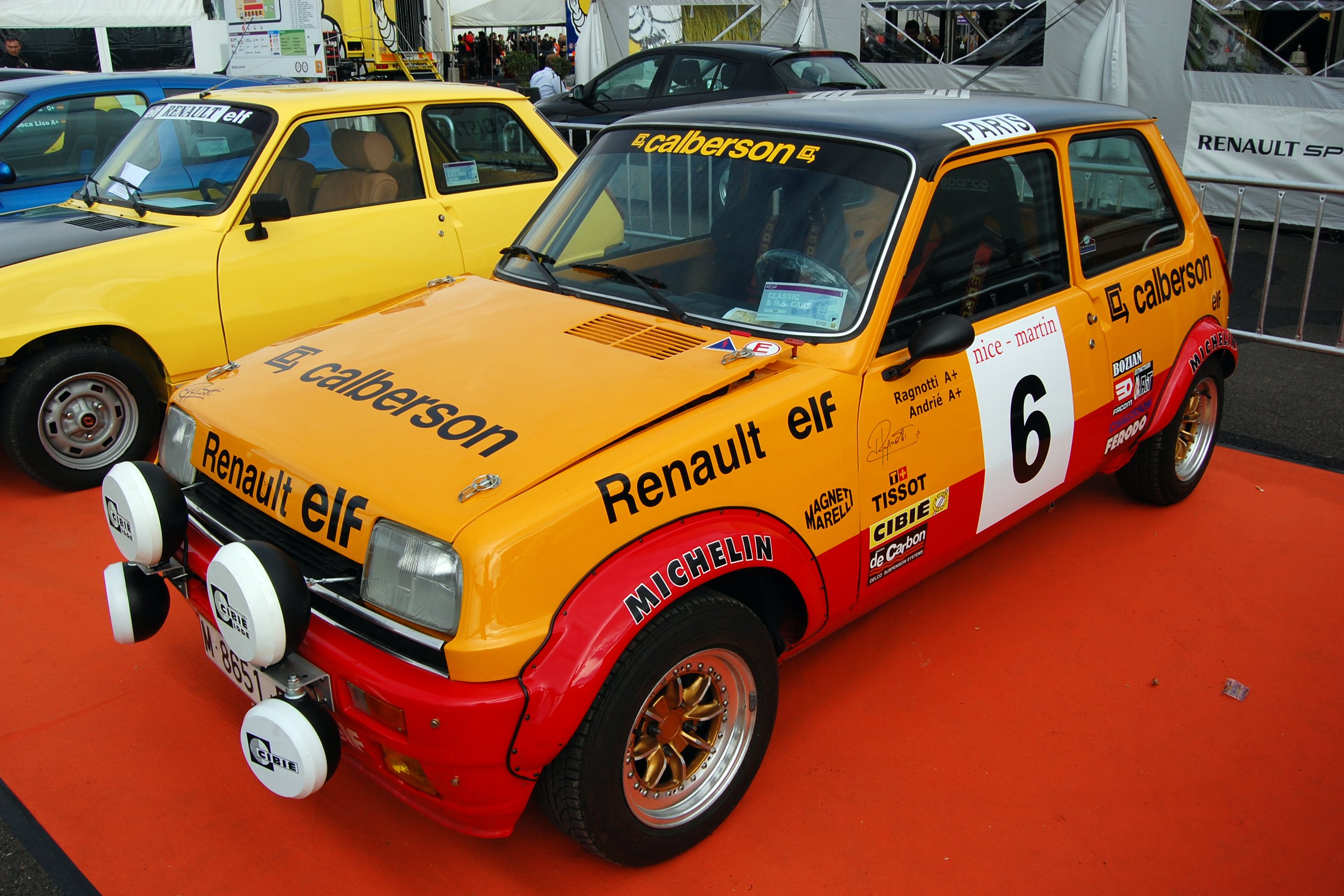
Les Renault 5 Alpine occupent les deux premières places au terme du parcours de classement.

| Pos. | Pilote              | Copilote                | Voiture                 | Groupe | Temps           | Écart        |
| ---- | ------------------- | ----------------------- | ----------------------- | ------ | --------------- | ------------ |
| 1    | Guy Fréquelin       | Jacques Delaval         | Renault 5 Alpine        | 2      | 1 h 23 min 19 s |              |
| 2    | Jean Ragnotti       | Jean-Marc Andrié        | Renault 5 Alpine        | 2      | 1 h 23 min 22 s | + 3 s        |
| 2=   | Walter Röhrl        | Christian Geistdörfer   | Fiat 131 Abarth         | 4      | 1 h 23 min 22 s | + 3 s        |
| 4    | Fulvio Bacchelli    | Arnaldo Bernacchinni    | Lancia Stratos HF       | 4      | 1 h 23 min 33 s | + 14 s       |
| 5    | Jean-Pierre Nicolas | Vincent Laverne         | Porsche Carrera         | 4      | 1 h 23 min 38 s | + 19 s       |
| 6    | Maurizio Verini     | Francesco Rossetti      | Fiat 131 Abarth         | 4      | 1 h 24 min 04 s | + 45 s       |
| 7    | Bernard Darniche    | Alain Mahé              | Fiat 131 Abarth         | 4      | 1 h 25 min 00 s | + 1 min 41 s |
| 8    | Michèle Mouton      | Françoise Conconi       | Lancia Stratos HF       | 4      | 1 h 25 min 27 s | + 2 min 08 s |
| 9    | Jean-Claude Andruet | 'Biche'                 | Fiat 131 Abarth         | 4      | 1 h 25 min 35 s | + 2 min 16 s |
| 10   | Salvador Servià     | Alex Brustenga          | Fiat 131 Abarth         | 4      | 1 h 26 min 11 s | + 2 min 52 s |
| 11   | Anders Kulläng      | Bruno Berglund          | Opel Kadett GT/E        | 1      | 1 h 26 min 36 s | + 3 min 17 s |
| 12   | Christian Dorche    | Jean-Bernard Vieu       | Opel Kadett GT/E        | 2      | 1 h 26 min 51 s | + 3 min 32 s |
| 13   | André Segolen       | Christian Bussi         | Porsche Carrera         | 3      | 1 h 27 min 03 s | + 3 min 44 s |
| 14   | Lars Carlsson       | Bob de Jong             | Opel Kadett GT/E        | 2      | 1 h 28 min 00 s | + 4 min 41 s |
| 15   | Jean-Louis Clarr    | Jean-François Fauchille | Opel Kadett GT/E        | 1      | 1 h 28 min 17 s | + 4 min 58 s |
| 16   | Federico Ormezzano  | 'Rudy'                  | Opel Kadett GT/E        | 1      | 1 h 28 min 44 s | + 5 min 25 s |
| 16=  | Guy Colsoul         | Alain Lopes             | Opel Kadett GT/E        | 2      | 1 h 28 min 44 s | + 5 min 25 s |
| 18   | Christian Lunel     | Bernard Rostand         | Porsche Carrera         | 4      | 1 h 29 min 44 s | + 6 min 25 s |
| 19   | Gérard Swaton       | Bernard Cordesse        | Porsche Carrera         | 3      | 1 h 29 min 55 s | + 6 min 36 s |
| 20   | Pierre Pagani       | Xavier Carlotti         | Autobianchi A112 Abarth | 2      | 1 h 30 min 01 s | + 6 min 42 s |

### Parcours commun

#### Monaco - Gap

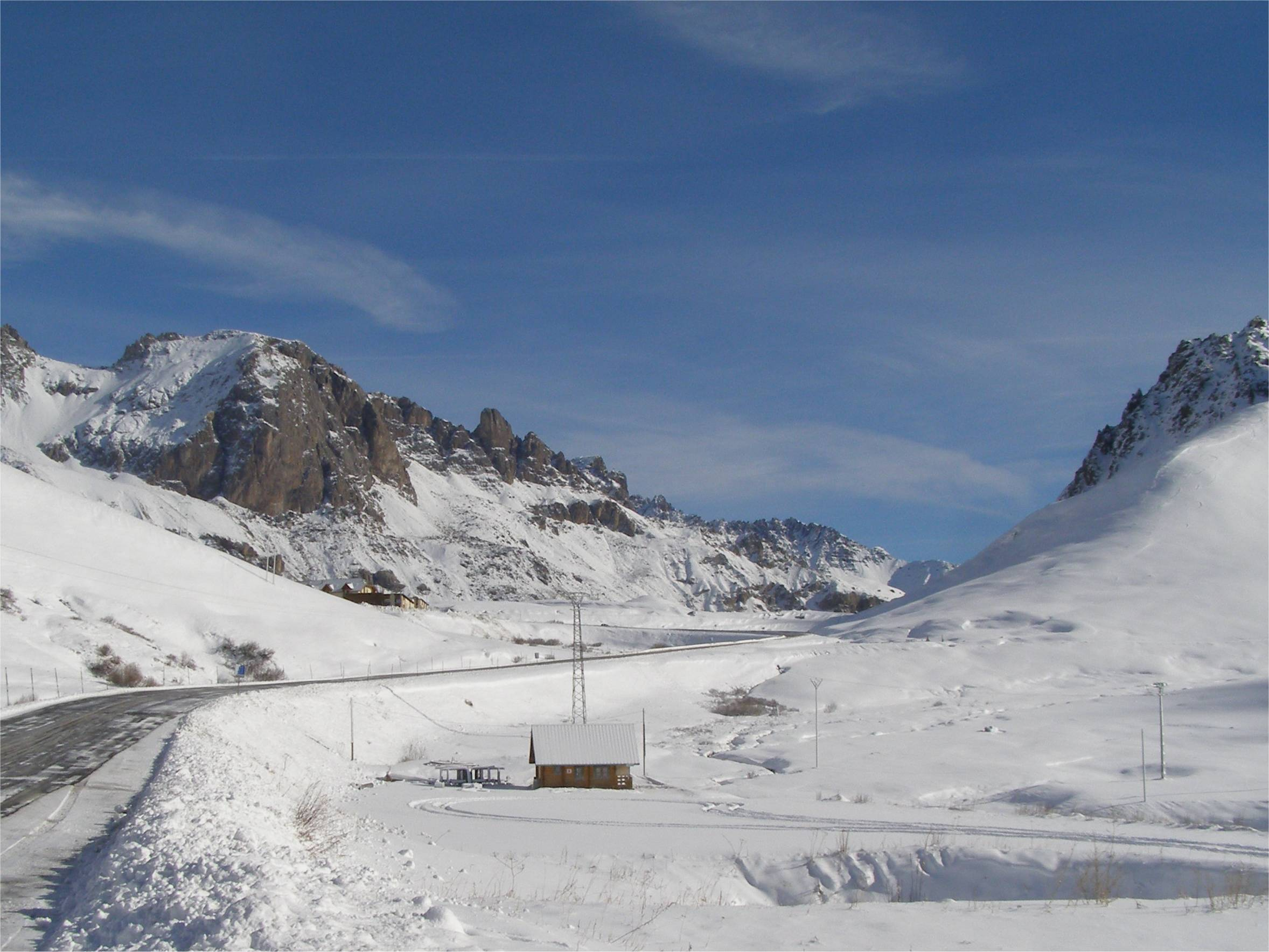
La spéciale du col de Lautaret, l'un des secteurs chronométrés jugés impraticables.

Les équipages repartent de Monaco le mardi matin, à partir de huit heures. Comptant initialement quinze secteurs chronométrés, le parcours commun n'en comporte plus que onze, le préfet des Hautes-Alpes ayant fait annuler la spéciale empruntant le col du Lautaret en raison de la surabondance de neige (entraînant directement l'annulation de l'épreuve sur circuit de Serre Chevalier), tandis que le préfet de l'Ardèche a pour la même raison interdit les secteurs de Burzet et de Saint-Pierreville. Le premier secteur chronométré du jour, au départ de Peïra-Cava, conduit au col de Turini par son accès le moins sinueux, avant de redescendre sur La Bollène-Vésubie. Surnommée 'mini Turini', cette épreuve va se dérouler sous la pluie et le brouillard. Ces conditions conviennent bien aux Fiat, Maurizio Verini réalisant le meilleur temps devant ses coéquipiers Röhrl, Andruet et Darniche. Röhrl retrouve la tête du classement général, devant les deux Renault 5 de Fréquelin et Ragnotti, tandis que Verini remonte en quatrième position, devant Nicolas et Bacchelli. La course reste très ouverte, les six premiers se tenant en moins d'une minute. Les concurrents vont retrouver la neige dans la spéciale de Pont des Miolans. Nicolas s'y montre nettement le plus rapide, devançant Andruet de vingt-huit secondes sur les vingt-cinq kilomètres de ce secteur délicat. Un mauvais choix de pneus fait perdre plus d'une minute à Röhrl et Verini, et Nicolas s'empare de la tête du rallye devant Ragnotti qui a débordé son coéquipier Fréquelin pour le gain de la deuxième place.
Les conditions sont encore plus difficiles lorsque les concurrents abordent le col du Fanget, troisième épreuve de la journée, en début d'après-midi : une tempête de neige sévit et seuls les douze premiers concurrents parviennent à passer sans encombre ; les trente-neuf suivants passent également, mais avec difficulté, perdant beaucoup de temps, mais juste après une voiture reste coincée dans la montée, bloquant les suivantes. Tous les concurrents ne pouvant disputer la spéciale sont alors déroutés directement sur Gap par la gendarmerie, court-circuitant le contrôle horaire d'Auzet, une décision qui a pour effet d'annuler les pénalisations routières encourues par Ragnotti, Röhrl et Bacchelli, qui avaient été retardés sur le parcours de liaison. Une nouvelle fois le plus rapide, quatorze secondes devant Röhrl, Nicolas ne peut valoriser pleinement sa performance, le règlement stipulant qu'en cas de spéciale interrompue seul un bonus est accordé aux concurrents l'ayant disputée ; il se voit crédité d'un avantage de vingt secondes, contre dix-neuf à Röhrl, Fréquelin et Andruet (qui ont accompli le parcours dans la même demi-minute), dix-huit à Darniche, Bacchelli et Ragnotti (dans la même minute), etc. Au delà de cinq minutes de retard, le bonus forfaitaire est de onze secondes ; seuls les cinquante-et-un pilotes ayant pu rejoindre Seyne en bénéficient. Les positions au classement général et les écarts restent donc pratiquement inchangés à l'issue de cette troisième spéciale, Nicolas rejoignant le parc fermé de Gap avec vingt-huit secondes d'avance sur Ragnotti et trente sur Fréquelin.
| Pos. | Pilote              | Copilote              | Voiture           | Groupe | Temps           | Écart        |
| ---- | ------------------- | --------------------- | ----------------- | ------ | --------------- | ------------ |
| 1    | Jean-Pierre Nicolas | Vincent Laverne       | Porsche Carrera   | 4      | 2 h 02 min 08 s |              |
| 2    | Jean Ragnotti       | Jean-Marc Andrié      | Renault 5 Alpine  | 2      | 2 h 02 min 36 s | + 28 s       |
| 3    | Guy Fréquelin       | Jacques Delaval       | Renault 5 Alpine  | 2      | 2 h 02 min 38 s | + 30 s       |
| 4    | Walter Röhrl        | Christian Geistdörfer | Fiat 131 Abarth   | 4      | 2 h 03 min 19 s | + 1 min 11 s |
| 5    | Maurizio Verini     | Francesco Rossetti    | Fiat 131 Abarth   | 4      | 2 h 03 min 48 s | + 1 min 40 s |
| 6    | Bernard Darniche    | Alain Mahé            | Fiat 131 Abarth   | 4      | 2 h 03 min 57 s | + 1 min 49 s |
| 7    | Fulvio Bacchelli    | Arnaldo Bernacchinni  | Lancia Stratos HF | 4      | 2 h 04 min 01 s | + 1 min 53 s |
| 8    | Jean-Claude Andruet | 'Biche'               | Fiat 131 Abarth   | 4      | 2 h 04 min 09 s | + 2 min 01 s |
| 9    | Michèle Mouton      | Françoise Conconi     | Lancia Stratos HF | 4      | 2 h 04 min 57 s | + 2 min 49 s |
| 10   | Anders Kulläng      | Bruno Berglund        | Opel Kadett GT/E  | 1      | 2 h 06 min 43 s | + 4 min 35 s |
| 11   | Lars Carlsson       | Bob de Jong           | Opel Kadett GT/E  | 2      | 2 h 08 min 01 s | + 5 min 53 s |

#### Gap - Vals-les-Bains
L'annulation de deux des spéciales suivantes a porté le temps de regroupement à trois heures (au lieu d'une seule), et ce n'est qu'à partir de 18 heures que les équipages reprennent la route, en direction de Pont-du-Fossé, quatrième secteur chronométré du parcours commun. La neige s'est transformée en 'soupe', cachant par endroits des plaques de verglas. Bacchelli réalise le meilleur temps et remonte à la quatrième place du classement général, mais compte encore près de deux minutes de retard sur Nicolas, tandis que Fréquelin a repris la seconde place à Ragnotti, malgré deux touchettes dans les zones verglacées. La spéciale suivante, Saint-Barthélemy, se déroule sur route sèche et permet à Röhrl, le plus rapide, de reprendre la quatrième place à Bacchelli et de ramener son retard sur Nicolas à moins d'une minute et demie, Fréquelin et Ragnotti se trouvant désormais sous la menace directe du pilote allemand. Ce dernier va cependant hypothéquer une bonne partie de ses chances dans le secteur chronométré de Saint-Jean-en-Royans, parcouru de nuit : un fil d'allumage débranché va lui faire perdre plus de quatre minutes et quatre places au classement général. Sur ce parcours de trente-huit kilomètres comportant quatre  cols, le choix des pneus s’avère délicat ; hormis les cols enneigés, une bonne partie se déroule sur route presque entièrement dégagée, sèche par endroits. Verini et Nicolas tirent parfaitement leur épingle du jeu, tout comme l'étonnant Federico Ormezzano, qui réalise le deuxième temps sur son Opel groupe 1. Ragnotti et Darniche ne perdent pas trop de temps sur les meilleurs, contrairement à Fréquelin qui perd deux places à cause d'un mauvais choix de cloutage. Michèle Mouton et Bacchelli ont effectué la spéciale au moment où le brouillard était le plus intense, la première a perdu plus de trois minutes, le second plus de cinq. C'est avec une avance de deux minutes pleines sur Ragnotti que Nicolas rejoint le parc fermé de Vals-les-Bains, où la course est neutralisée jusqu'au petit matin. Verini est remonté en troisième position, à une vingtaine de secondes de Ragnotti, et précède désormais Fréquelin et Darniche. Andruet est remonté en sixième position, juste devant Kulläng, toujours sans concurrence en tourisme de série.
| Pos. | Pilote              | Copilote              | Voiture           | Groupe | Temps           | Écart        |
| ---- | ------------------- | --------------------- | ----------------- | ------ | --------------- | ------------ |
| 1    | Jean-Pierre Nicolas | Vincent Laverne       | Porsche Carrera   | 4      | 3 h 12 min 00 s |              |
| 2    | Jean Ragnotti       | Jean-Marc Andrié      | Renault 5 Alpine  | 2      | 3 h 14 min 00 s | + 2 min 0 s  |
| 3    | Maurizio Verini     | Francesco Rossetti    | Fiat 131 Abarth   | 4      | 3 h 14 min 21 s | + 2 min 21 s |
| 4    | Guy Fréquelin       | Jacques Delaval       | Renault 5 Alpine  | 2      | 3 h 15 min 03 s | + 3 min 03 s |
| 5    | Bernard Darniche    | Alain Mahé            | Fiat 131 Abarth   | 4      | 3 h 15 min 50 s | + 3 min 50 s |
| 6    | Jean-Claude Andruet | 'Biche'               | Fiat 131 Abarth   | 4      | 3 h 16 min 39 s | + 4 min 39 s |
| 7    | Anders Kulläng      | Bruno Berglund        | Opel Kadett GT/E  | 1      | 3 h 18 min 14 s | + 6 min 14 s |
| 8    | Walter Röhrl        | Christian Geistdörfer | Fiat 131 Abarth   | 4      | 3 h 18 min 18 s | + 6 min 18 s |
| 9    | Lars Carlsson       | Bob de Jong           | Opel Kadett GT/E  | 2      | 3 h 19 min 03 s | + 7 min 03 s |
| 10   | Fulvio Bacchelli    | Arnaldo Bernacchinni  | Lancia Stratos HF | 4      | 3 h 19 min 17 s | + 7 min 17 s |
| 11   | Michèle Mouton      | Françoise Conconi     | Lancia Stratos HF | 4      | 3 h 19 min 52 s | + 7 min 52 s |

#### Vals-les-Bains - Monaco
Les concurrents repartent de Vals-les-Bains le mercredi matin en direction de Privas, les premiers s'élançant à partir de sept heures. Après deux heures de parcours de liaison, ils rejoignent Saint-Nazaire-le-Désert, au départ de la première spéciale du jour. La route est dégagée mais les zones verglacées imposent tout de même l'usage des clous. Röhrl est le plus rapide et regagne une place au classement au détriment de Kulläng, les écarts en tête évoluant peu. Le tronçon chronométré suivant, au départ de Montauban-sur-l'Ouvèze, s’avère plus délicate : la route menant au col de Perty avant de redescendre sur Laborel comporte quelques portions sèches mais alterne également des zones de neige mouillée et es zones de neige damée. Ce sont les voitures les moins puissantes qui s'en sortent le mieux, et Kulläng réalise le meilleur temps sur son Opel Kadett de série, juste devant la Kadett groupe 2 de Carlsson et la Renault 5 de Fréquelin. Nicolas et Ragnotti ont fait pratiquement jeu égal et conservent les deux premières places du classement général, profondément modifié par ailleurs : Verini, mal chaussé, est parti à la faute dans le Perty, bloquant de surcroît ses coéquipiers, partis derrière lui. Le pilote italien perd plus de cinq minutes et chute à la neuvième place, à près de huit minutes du leader. Fréquelin récupère ainsi la troisième position, tandis que Kulläng occupe une surprenante cinquième place, derrière Darniche.
Les trois spéciales suivantes, ramenant les concurrents vers Monaco, vont se dérouler sur des routes toujours glissantes mais moins piégeuses. Elles n'apportent pas de modification au classement général, hormis pour Röhrl qui se montre extrêmement rapide et reprend près de deux minutes à Nicolas, remontant en cinquième position sur les talons de Darniche. Ragnotti a également réduit son retard et se trouve à moins d'une minute et demie de Nicolas qui au terme d'un parcours sans faute regagne le parc fermé de Fontvieille en position de force pour aborder le parcours final. Sixième, Kulläng reste sans adversaire en groupe 1, tandis qu'un duel très serré se joue en groupe 3 entre les deux Porsche de Jean-Pierre Rouget et Gérard Swaton.
| Pos. | Pilote              | Copilote              | Voiture                 | Groupe | Temps           | Écart         |
| ---- | ------------------- | --------------------- | ----------------------- | ------ | --------------- | ------------- |
| 1    | Jean-Pierre Nicolas | Vincent Laverne       | Porsche Carrera         | 4      | 4 h 33 min 19 s |               |
| 2    | Jean Ragnotti       | Jean-Marc Andrié      | Renault 5 Alpine        | 2      | 4 h 34 min 43 s | + 1 min 24 s  |
| 3    | Guy Fréquelin       | Jacques Delaval       | Renault 5 Alpine        | 2      | 4 h 35 min 27 s | + 2 min 08 s  |
| 4    | Bernard Darniche    | Alain Mahé            | Fiat 131 Abarth         | 4      | 4 h 38 min 01 s | + 4 min 42 s  |
| 5    | Walter Röhrl        | Christian Geistdörfer | Fiat 131 Abarth         | 4      | 4 h 38 min 12 s | + 4 min 53 s  |
| 6    | Anders Kulläng      | Bruno Berglund        | Opel Kadett GT/E        | 1      | 4 h 38 min 44 s | + 5 min 25 s  |
| 7    | Fulvio Bacchelli    | Arnaldo Bernacchinni  | Lancia Stratos HF       | 4      | 4 h 39 min 03 s | + 5 min 44 s  |
| 8    | Jean-Claude Andruet | 'Biche'               | Fiat 131 Abarth         | 4      | 4 h 39 min 23 s | + 6 min 04 s  |
| 9    | Maurizio Verini     | Francesco Rossetti    | Fiat 131 Abarth         | 4      | 4 h 40 min 46 s | + 7 min 27 s  |
| 10   | Michèle Mouton      | Françoise Conconi     | Lancia Stratos HF       | 4      | 4 h 40 min 47 s | + 7 min 28 s  |
| 11   | Lars Carlsson       | Bob de Jong           | Opel Kadett GT/E        | 2      | 4 h 41 min 52 s | + 8 min 33 s  |
| 12   | Salvador Servià     | Alex Brustenga        | Fiat 131 Abarth         | 4      | 4 h 44 min 42 s | + 11 min 23 s |
| 13   | Federico Ormezzano  | 'Rudy'                | Opel Kadett GT/E        | 1      | 4 h 45 min 18 s | + 11 min 59 s |
| 14   | Bruno Saby          | Michel Guégan         | Autobianchi A112 Abarth | 2      | 4 h 48 min 11 s | + 14 min 52 s |
| 15   | Christian Dorche    | Jean-Bernard Vieu     | Opel Kadett GT/E        | 2      | 4 h 48 min 25 s | + 15 min 06 s |
| 16   | Alain Coppier       | Jacques Hénuset       | Peugeot 104 ZS          | 2      | 4 h 48 min 43 s | + 15 min 24 s |
| 17   | Guy Colsoul         | Alain Lopes           | Opel Kadett GT/E        | 2      | 4 h 51 min 35 s | + 18 min 16 s |
| 18   | Paul Sintzel        | Michel Vincent        | Volkswagen Golf GTI     | 1      | 4 h 52 min 13 s | + 18 min 54 s |
| 19   | Jean-Pierre Rouget  | Danièle Delaunay      | Porsche Carrera         | 3      | 4 h 53 min 49 s | + 20 min 30 s |
| 20   | Gérard Swaton       | Bernard Cordesse      | Porsche Carrera         | 3      | 4 h 53 min 53 s | + 20 min 34 s |

### Parcours final

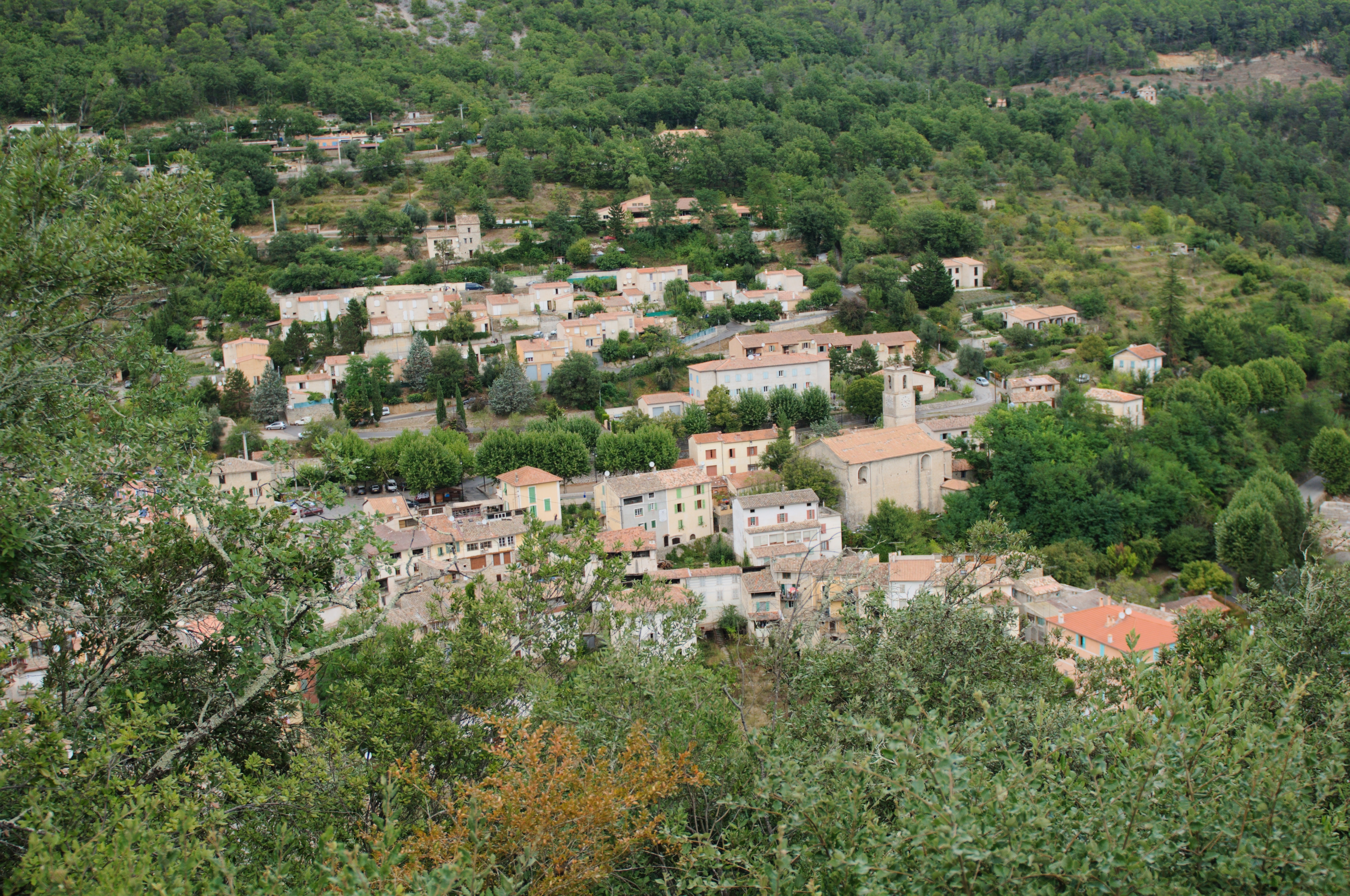
Roquesteron, point de départ d'une spéciale disputée à deux reprises, sur route sèche, au cours du parcours final.

Seuls les cent premiers équipages à l'issue du parcours commun sont sélectionnés pour le parcours final ; ils repartent de Monaco le jeudi soir pour deux boucles nocturnes dans l'arrière-pays niçois. La neige est moins présente que les jours précédents, et dans ces conditions les pilotes du groupe Fiat ont bon espoir de déloger les modestes Renault de leurs positions. La route est sèche sur le parcours de la première spéciale de Sainte-Agnès, à l'exception d'un peu de neige au passage du col de la Madone. Les Fiat de Darniche et Röhrl se montrent les plus rapides, juste devant la Stratos de Michèle Mouton. Bacchelli, qui dispose de la voiture la plus puissante, perd une belle occasion de remonter, une légère sortie de route dans la dernière épingle lui coûtant près d'une minute et une place au classement. L'épreuve suivante est celle du Turini. Enneigée sur un tiers de sa distance, elle permet à Ragnotti et Fréquelin de se montrer presque aussi rapides que Nicolas, et de reprendre un peu de champ sur Darniche et Röhrl. Créditée du troisième temps, Michèle Mouton menace désormais son coéquipier Bacchelli pour la septième place. Le secteur du col de la Couillole est encore enneigé, et Nicolas se montre à nouveau le plus rapide devant Ragnotti et Fréquelin, qui renforcent leurs positions en tête. Röhrl s'est une nouvelle fois montré le plus rapide du clan Fiat, et pour trois secondes dépossède Darniche de sa quatrième place. La spéciale de Roquesteron, complètement sèche, est le terrain de prédilection des Fiat, Röhrl s'imposant devant ses coéquipiers Andruet, Darniche et Verini et les deux Lancia de Mouton et Bacchelli. Le haut du classement reste toutefois inchangé, les trois hommes de tête n'ayant concédé qu'une trentaine de secondes à leurs poursuivants.
On est alors au milieu du parcours final, il reste aux concurrents une seconde boucle à accomplir, comportant les quatre mêmes épreuves spéciales, les organisateurs ayant ajouté une courte épreuve comprenant uniquement la montée et la descente du col de la Madone. Nicolas s'impose encore dans les épreuves bien enneigées et Röhrl dans les deux autres. Le classement général n'évolue pas, hormis pour Bacchelli qui a effectué une sortie de route dans le Turini (gênant au passage sa coéquipière Michèle Mouton), et qui est retombé à la dixième place. Avant d'aborder la toute dernière épreuve, longue de huit kilomètres et demi, Nicolas a course gagnée, avec près de deux minutes d'avance sur Ragnotti et trois sur Fréquelin. Ce dernier n'est pas à l'abri d'un retour de Röhrl, revenu à une quarantaine de secondes et bien décidé à jouer son va-tout. Le pilote allemand se montre à nouveau le plus rapide, mais ne parvient à reprendre que quatorze secondes à son adversaire. Nicolas rentre en vainqueur à Monaco, s'imposant devant Ragnotti et Fréquelin. Pilote le plus performant de ce rallye, Röhrl termine quatrième devant Darniche et Andruet. Septième, Michèle Mouton remporte sa troisième Coupe des Dames. Sans surprise, Kulläng, neuvième, s'impose en groupe 1, tandis que Swaton, sur le fil, remporte la victoire en groupe 3.

### Classements intermédiaires
Classements intermédiaires des pilotes après chaque épreuve spéciale

### Classement général

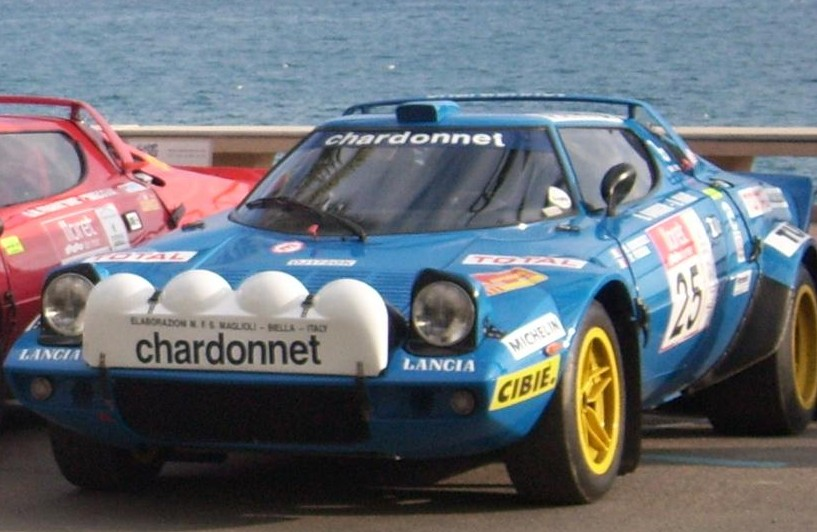
Septième sur une Lancia Stratos de l'écurie Chardonnet, Michèle Mouton remporte sa troisième Coupe des Dames.

| Pos | No | Pilote              | Copilote              | Voiture           | Temps           | Écart         | Groupe |
| --- | -- | ------------------- | --------------------- | ----------------- | --------------- | ------------- | ------ |
| 1   | 3  | Jean-Pierre Nicolas | Vincent Laverne       | Porsche Carrera   | 6 h 57 min 03 s |               | 4      |
| 2   | 19 | Jean Ragnotti       | Jean-Marc Andrié      | Renault 5 Alpine  | 6 h 58 min 55 s | + 1 min 52 s  | 2      |
| 3   | 12 | Guy Fréquelin       | Jacques Delaval       | Renault 5 Alpine  | 6 h 59 min 55 s | + 2 min 52 s  | 2      |
| 4   | 2  | Walter Röhrl        | Christian Geistdörfer | Fiat 131 Abarth   | 7 h 00 min 22 s | + 3 min 19 s  | 4      |
| 5   | 8  | Bernard Darniche    | Alain Mahé            | Fiat 131 Abarth   | 7 h 02 min 44 s | + 5 min 41 s  | 4      |
| 6   | 4  | Jean-Claude Andruet | 'Biche'               | Fiat 131 Abarth   | 7 h 03 min 23 s | + 6 min 20 s  | 4      |
| 7   | 10 | Michèle Mouton      | Françoise Conconi     | Lancia Stratos HF | 7 h 05 min 50 s | + 8 min 47 s  | 4      |
| 8   | 6  | Maurizio Verini     | Francesco Rossetti    | Fiat 131 Abarth   | 7 h 09 min 01 s | + 11 min 58 s | 4      |
| 9   | 7  | Anders Kulläng      | Bruno Berglund        | Opel Kadett GT/E  | 7 h 11 min 41 s | + 14 min 38 s | 1      |
| 10  | 5  | Fulvio Bacchelli    | Arnaldo Bernacchinni  | Lancia Stratos HF | 7 h 11 min 58 s | + 14 min 55 s | 4      |

### Classements par groupe

#### Groupe 1
| Pos | no | Pilote             | Copilote       | Voiture             | Temps           | Écart         | Class. général    |
| --- | -- | ------------------ | -------------- | ------------------- | --------------- | ------------- | ----------------- |
| 1   | 7  | Anders Kulläng     | Bruno Berglund | Opel Kadett GT/E    | 7 h 11 min 41 s |               | 9e à 14 min 38 s  |
| 2   | 20 | Federico Ormezzano | 'Rudy'         | Opel Kadett GT/E    | 7 h 17 min 58 s | + 6 min 17 s  | 11e à 20 min 55 s |
| 3   | 72 | Pierre Sintzel     | Michel Vincent | Volkswagen Golf GTI | 7 h 34 min 19 s | + 22 min 38 s | 21e à 37 min 16 s |

#### Groupe 2
| Pos | no | Pilote           | Copilote          | Voiture          | Temps           | Écart         | Class. général    |
| --- | -- | ---------------- | ----------------- | ---------------- | --------------- | ------------- | ----------------- |
| 1   | 19 | Jean Ragnotti    | Jean-Marc Andrié  | Renault 5 Alpine | 6 h 58 min 55 s |               | 2e à 1 min 52 s   |
| 2   | 12 | Guy Fréquelin    | Jacques Delaval   | Renault 5 Alpine | 6 h 59 min 55 s | + 1 min 00 s  | 3e à 2 min 52 s   |
| 3   | 31 | Christian Dorche | Jean-Bernard Vieu | Opel Kadett GT/E | 7 h 21 min 50 s | + 22 min 55 s | 13e à 24 min 47 s |

#### Groupe 3
| Pos | no | Pilote             | Copilote          | Voiture         | Temps           | Écart        | Class. général    |
| --- | -- | ------------------ | ----------------- | --------------- | --------------- | ------------ | ----------------- |
| 1   | 27 | Gérard Swaton      | Bernard Cordesse  | Porsche Carrera | 7 h 24 min 34 s |              | 14e à 27 min 31 s |
| 2   | 26 | Jean-Pierre Rouget | Danièle Delaunay  | Porsche Carrera | 7 h 25 min 44 s | + 1 min 10 s | 15e à 28 min 41 s |
| 3   | 54 | Paul Rouby         | Jean-Louis Martin | Alpine A310 V6  | 7 h 29 min 16 s | + 4 min 42 s | 17e à 32 min 13 s |

#### Groupe 4
| Pos | no | Pilote              | Copilote              | Voiture         | Temps           | Écart        | Class. général   |
| --- | -- | ------------------- | --------------------- | --------------- | --------------- | ------------ | ---------------- |
| 1   | 3  | Jean-Pierre Nicolas | Vincent Laverne       | Porsche Carrera | 6 h 57 min 03 s |              | Vainqueur absolu |
| 2   | 2  | Walter Röhrl        | Christian Geistdörfer | Fiat 131 Abarth | 7 h 00 min 22 s | + 3 min 19 s | 4e à 3 min 19 s  |
| 3   | 8  | Bernard Darniche    | Alain Mahé            | Fiat 131 Abarth | 7 h 02 min 44 s | + 5 min 41 s | 5e à 5 min 41 s  |

### Hommes de tête
- ES1 :  Fulvio Bacchelli -  Arnaldo Bernacchinni (Lancia Stratos HF)
- ES2 :  Walter Röhrl -  Christian Geistdörfer (Fiat 131 Abarth)
- ES3 à ES4 :  Fulvio Bacchelli -  Arnaldo Bernacchinni (Lancia Stratos HF)
- ES5 :  Guy Fréquelin -  Jacques Delaval (Renault 5 Alpine)
- ES6 :  Walter Röhrl -  Christian Geistdörfer (Fiat 131 Abarth)
- ES7 à ES29 :  Jean-Pierre Nicolas -  Vincent Laverne (Porsche Carrera)

### Vainqueurs d'épreuves spéciales
- Walter Röhrl -  Christian Geistdörfer (Fiat 131 Abarth) : 10 spéciales (ES 2, 5, 12, 16, 18, 19, 24, 25, 28, 29)
- Jean-Pierre Nicolas -  Vincent Laverne (Porsche Carrera) : 6 spéciales (ES 7, 8, 22, 23, 26, 27)
- Fulvio Bacchelli -  Arnaldo Bernacchinni (Lancia Stratos HF) : 4 spéciales (ES 1, 4, 9, 20)
- Maurizio Verini -  Francesco Rossetti (Fiat 131 Abarth) : 2 spéciales (ES 6, 13)
- Guy Fréquelin -  Jacques Delaval (Renault 5 Alpine) : 1 spéciale (ES 3)
- Jean Ragnotti -  Jean-Marc Andrié (Renault 5 Alpine) : 1 spéciale (ES 3)
- Anders Kulläng -  Bruno Berglund (Opel Kadett GT/E) : 1 spéciale (ES 17)
- Bernard Darniche -  Alain Mahé (Fiat 131 Abarth) : 1 spéciale (ES 21)

## Résultats des principaux engagés
| No  | Pilote              | Copilote                | Voiture                 | Groupe | Classement général                                  | Class. groupe |
| --- | ------------------- | ----------------------- | ----------------------- | ------ | --------------------------------------------------- | ------------- |
| 1   | Sandro Munari       | Piero Sodano            | Lancia Stratos HF       | 4      | ab. dans la 4e spéciale (moteur)                    | -             |
| 2   | Walter Röhrl        | Christian Geistdörfer   | Fiat 131 Abarth         | 4      | 4e à 3 min 19 s                                     | 2e            |
| 3   | Jean-Pierre Nicolas | Vincent Laverne         | Porsche Carrera         | 4      | 1er                                                 | 1er           |
| 4   | Jean-Claude Andruet | 'Biche'                 | Fiat 131 Abarth         | 4      | 6e à 6 min 20 s                                     | 4e            |
| 5   | Fulvio Bacchelli    | Arnaldo Bernacchinni    | Lancia Stratos HF       | 4      | 10e à 14 min 55 s                                   | 7e            |
| 6   | Maurizio Verini     | Francesco Rossetti      | Fiat 131 Abarth         | 4      | 8e à 11 min 58 s                                    | 6e            |
| 7   | Anders Kulläng      | Bruno Berglund          | Opel Kadett GT/E        | 1      | 9e à 14 min 38 s                                    | 1er           |
| 8   | Bernard Darniche    | Alain Mahé              | Fiat 131 Abarth         | 4      | 5e à 5 min 41 s                                     | 3e            |
| 9   | Claude Haldi        | Bernard Sandoz          | Porsche 934 turbo       | 4      | ab. au départ du parcours commun (embrayage)        | -             |
| 10  | Michèle Mouton      | Françoise Conconi       | Lancia Stratos HF       | 4      | 7e à 8 min 47 s                                     | 5e            |
| 11  | Salvador Servià     | Alex Brustenga          | Fiat 131 Abarth         | 4      | 12e à 21 min 16 s                                   | 8e            |
| 12  | Guy Fréquelin       | Jacques Delaval         | Renault 5 Alpine        | 2      | 3e à 2 min 52 s                                     | 2e            |
| 14  | Achim Warmbold      | Hanno Menne             | Opel Kadett GT/E        | 1      | ab. dans la 5e spéciale (accident)                  | -             |
| 15  | Klaus Fritzinger    | Willi-Peter Pitz        | Toyota Corolla 1600     | 2      | 20e à 33 min 32 s                                   | 7e            |
| 16  | Bernard Béguin      | Willy Huret             | Porsche Carrera         | 3      | ab. dans la 9e spéciale (boîte de vitesses)         | -             |
| 17  | Francis Vincent     | Cristian Gilbert        | Porsche Carrera         | 4      | ab. dans la 2e étape (retrait)                      | -             |
| 18  | Lars Carlsson       | Bob de Jong             | Opel Kadett GT/E        | 2      | ab. après la 28e spéciale (moteur) - classé 84e     | -             |
| 19  | Jean Ragnotti       | Jean-Marc Andrié        | Renault 5 Alpine        | 2      | 2e à 1 min 52 s                                     | 1er           |
| 20  | Federico Ormezzano  | 'Rudy'                  | Opel Kadett GT/E        | 1      | 11e à 20 min 55 s                                   | 2e            |
| 21  | Leo Pittoni         | Gabriel Albino          | Porsche 934 turbo       | 4      | ab. après la 7e spéciale (accident)                 | -             |
| 22  | Christian Lunel     | Bernard Rostand         | Porsche Carrera         | 4      | ab. au départ du parcours commun (joint SPI)        | -             |
| 23  | Bruno Saby          | Michel Guégan           | Autobianchi A112 Abarth | 2      | ab. dans la 23e spéciale (moteur)                   | -             |
| 25  | Nicolas Koob        | Dan Heiderscheid        | Porsche Carrera         | 4      | ab. dans parcours de classement (accident)          | -             |
| 26  | Jean-Pierre Rouget  | Danièle Delaunay        | Porsche Carrera         | 3      | 15e à 28 min 41 s                                   | 2e            |
| 27  | Gérard Swaton       | Bernard Cordesse        | Porsche Carrera         | 3      | 14e à 27 min 31 s                                   | 1er           |
| 28  | Pierre Pagani       | Xavier Carlotti         | Autobianchi A112 Abarth | 2      | ab. dans la 20e spéciale (accident)                 | -             |
| 29  | Jean-Louis Clarr    | Jean-François Fauchille | Opel Kadett GT/E        | 1      | 22e à 37 min 59 s                                   | 4e            |
| 30  | Aloyse Kridel       | Paul Dunkel             | Ford Escort RS2000      | 2      | ab. dans parcours commun (?)                        | -             |
| 31  | Christian Dorche    | Jean-Bernard Vieu       | Opel Kadett GT/E        | 2      | 13e à 24 min 47 s                                   | 3e            |
| 32  | Dany Snobeck        | Denise Emmanuelli       | Simca 1000 Rallye 3     | 2      | ab. dans parcours commun                            | -             |
| 33  | Rob Slotemaker      | André Jetten            | Opel Kadett GT/E        | 2      | 18e à 32 min 42 s                                   | 5e            |
| 38  | Alain Beauchef      | Jean-René Dubois        | Ford Escort RS2000      | 1      | ab. dans parcours final (transmission) - classé 98e | -             |
| 49  | Jochi Kleint        | Andreas Hansch          | Volkswagen Golf Diesel  | 2      | ab. dans parcours commun (sortie de route)          | -             |
| 54  | Paul Rouby          | Jean-Louis Martin       | Alpine A310 V6          | 3      | 17e à 32 min 13 s                                   | 3e            |
| 70  | Alain Coppier       | Jacques Hénuset         | Peugeot 104 ZS          | 2      | 16e à 31 min 41 s                                   | 4e            |
| 72  | Paul Sintzel        | Michel Vincent          | Volkswagen Golf GTI     | 1      | 21e à 37 min 16 s                                   | 3e            |
| 89  | Claude Laurent      | Jacques Marché          | Volkswagen Golf Diesel  | 2      | 65e à 1 h 08 min 23 s                               | 1er Diesel    |
| 98  | Christine Dacremont | 'Ganaëlle'              | Citroën CX 2500D        | 1      | 68e à 1 h 09 min 59 s                               | 2e Diesel     |
| 193 | Guy Colsoul         | Alain Lopes             | Opel Kadett GT/E        | 2      | 19e à 33 min 06 s                                   | 6e            |
| 229 | André Segolen       | Christian Bussi         | Porsche Carrera         | 3      | 28e à 43 min 11 s                                   | 5e            |

## Classement du championnat à l'issue de la course
- attribution des points : 10, 9, 8, 7, 6, 5, 4, 3, 2, 1 respectivement aux dix premières marques de chaque épreuve, additionnés de 8, 7, 6, 5, 4, 3, 2, 1 respectivement aux huit premières de chaque groupe (seule la voiture la mieux classée de chaque constructeur marque des points). Les points de groupe ne sont attribués qu'aux concurrents ayant terminé dans les dix premiers au classement général.
- seuls les huit meilleurs résultats (sur onze épreuves) sont retenus pour le décompte final des points.

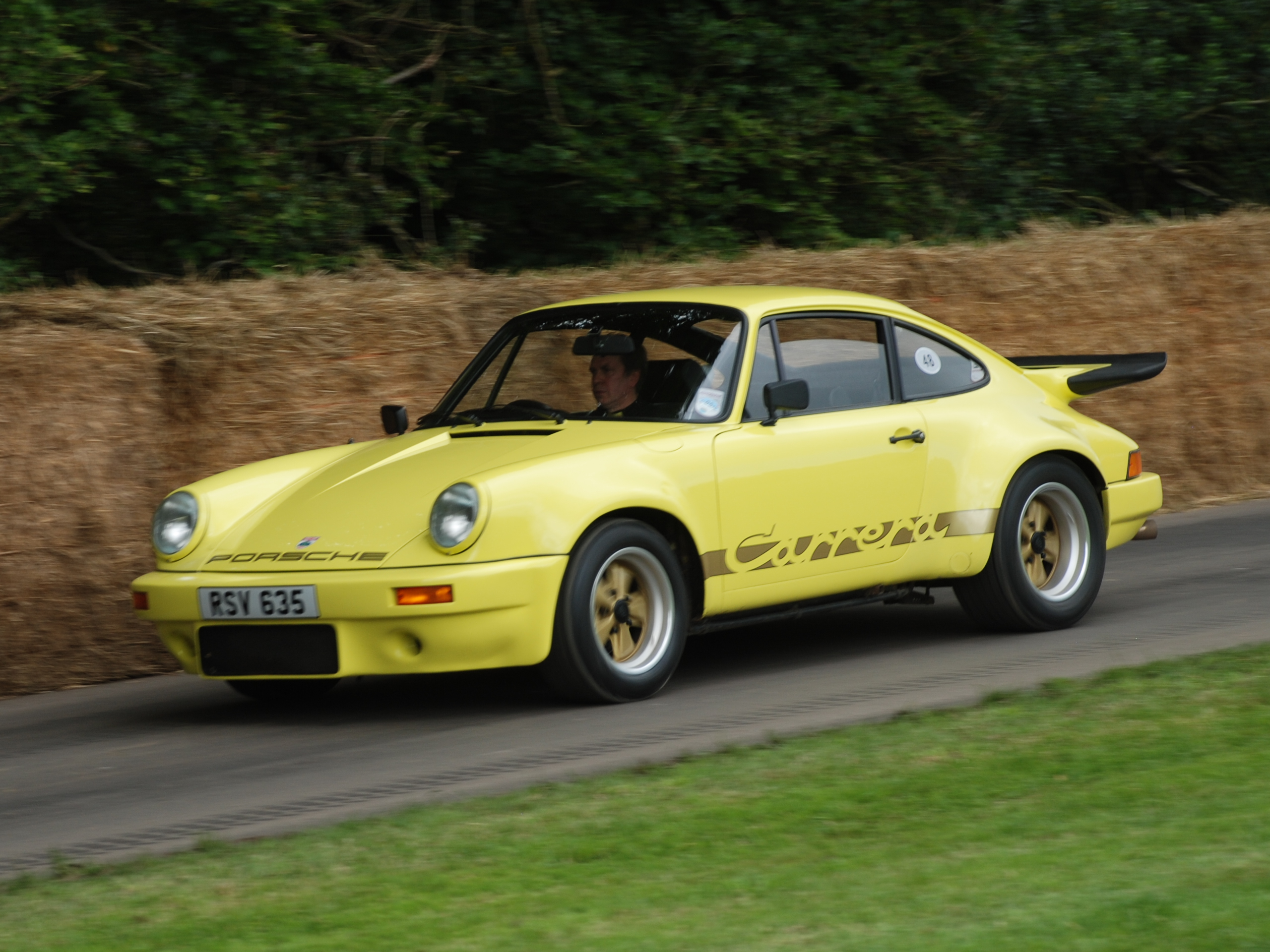
Grâce à la victoire au Monte-Carlo d'une Carrera 3.0 étroitement dérivée du modèle de série, Porsche occupe la tête du championnat.

| Pos. | Marque  | Points | M-C  | SUE | SAF | POR | ACR | FIN | QUE | SAN | BAN | COR | RAC |
| ---- | ------- | ------ | ---- | --- | --- | --- | --- | --- | --- | --- | --- | --- | --- |
| 1    | Porsche | 18     | 10+8 |     |     |     |     |     |     |     |     |     |     |
| 2    | Renault | 17     | 9+8  |     |     |     |     |     |     |     |     |     |     |
| 3    | Fiat    | 14     | 7+7  |     |     |     |     |     |     |     |     |     |     |
| 4    | Opel    | 10     | 2+8  |     |     |     |     |     |     |     |     |     |     |
| 5    | Lancia  | 8      | 4+4  |     |     |     |     |     |     |     |     |     |     |

### Classement provisoire de la Coupe FIA des pilotes
- attribution des points : 9, 6, 4, 3, 2, 1 respectivement aux six premiers de chaque épreuve. Sont retenus pour le décompte final les cinq meilleurs résultats des onze épreuves mondiales (catégorie A), les deux meilleurs résultats des cinq rallyes sélectifs du Championnat d'Europe (catégorie B) et le meilleur résultat parmi les trois autres rallyes sélectifs (catégorie C).

| Pos. | Pilote              | Marque  | Points | M-C (A) | ARC (B) | SUE (A) | SAF (A) | POR (A) | ACR (A) | SCO (B) | POL (B) | FIN (A) | NZ (C) | QUE (A) | TdF (B) | SAN (A) | GIR (C) | AUS (C) | ESP (B) | BAN (A) | COR (A) | RAC (A) |
| ---- | ------------------- | ------- | ------ | ------- | ------- | ------- | ------- | ------- | ------- | ------- | ------- | ------- | ------ | ------- | ------- | ------- | ------- | ------- | ------- | ------- | ------- | ------- |
| 1    | Jean-Pierre Nicolas | Porsche | 9      | 9       |         |         |         |         |         |         |         |         |        |         |         |         |         |         |         |         |         |         |
| 2    | Jean Ragnotti       | Renault | 6      | 6       |         |         |         |         |         |         |         |         |        |         |         |         |         |         |         |         |         |         |
| 3    | Guy Fréquelin       | Renault | 4      | 4       |         |         |         |         |         |         |         |         |        |         |         |         |         |         |         |         |         |         |
| 4    | Walter Röhrl        | Fiat    | 3      | 3       |         |         |         |         |         |         |         |         |        |         |         |         |         |         |         |         |         |         |
| 5    | Bernard Darniche    | Fiat    | 2      | 2       |         |         |         |         |         |         |         |         |        |         |         |         |         |         |         |         |         |         |
| 6    | Jean-Claude Andruet | Fiat    | 1      | 1       |         |         |         |         |         |         |         |         |        |         |         |         |         |         |         |         |         |         |